# 飛隼 (維堅·托雷斯)
飛隼（維堅·托雷斯）（英語：Falcon (Joaquin Torres)），是漫威漫畫的虛構超級英雄，由編劇尼克·史賓沙和畫家丹尼爾·阿庫尼亞共同創作，首次登場於《美國隊長：琛·偉遜》第3期。
維堅·托雷斯是一名墨西哥裔少年，經卡爾·瑪勒斯改造後變成人與鳥的混合體。在琛·偉遜繼承美國隊長的稱號後，維堅繼承了飛隼的稱號。
在漫威電影宇宙系列影視作品中，維堅·托雷斯由丹尼·拉米瑞茲飾演。

## 出版歷史
維堅·托雷斯由編劇尼克·史賓沙和畫家丹尼爾·阿庫尼亞共同創作，於《美國隊長：琛·偉遜》第1期中首次被提及，並於第3期（2015年11月）正式登場。
2022年，維堅在《美國隊長：真理象徵》系列中擔任配角，此系列由托奇·奧尼布奇撰寫，並由R·B·施華（R.B. Silva）繪畫。

## 角色生平
維堅·托雷斯幼年隨家人從墨西哥偷渡至美國，長大後他於美墨邊境協助非法移民。
在一次援助行動中，維堅遭毒蛇之子綁架，並被轉移至卡爾·瑪勒斯的實驗室。卡爾在維堅身上進行實驗，將「美國隊長」琛·偉遜的鳥類夥伴紅翼的基因混進他體內，令他變成人與鳥的混合體。山姆成功將維堅救出，卻發現維堅已吸收了紅翼的吸血鬼特性，並獲得了牠的自我治癒能力，因此無法恢復成正常人。在與山姆聯手擊敗毒蛇會後，維堅成為山姆的助手，並繼承飛隼的稱號。
山姆作為美國隊長，多番捲入複雜的政治爭議，因而惹來右翼人士的攻伐，而維堅的非法移民背景亦成為右翼人士的攻擊對象。當維堅的好友憤怒遭誣陷入獄並在獄中被毆至昏迷時，維堅再無法忍受並憤而離去。
不久後，九頭蛇在大事件「秘密帝國」中接管了美國，維堅加入了地下組織，以反抗九頭蛇的統治。後來，他與冠軍小隊和其他年輕的超級英雄一同加入由黑寡婦創立的紅室，並接受她的訓練。
九頭蛇倒台後，在「驚奇少女」卡瑪拉·克汗與「蜘蛛俠」麥爾斯·莫拉雷斯的邀請下，維堅加入了冠軍小隊。
山姆放棄美國隊長稱號後，重新使用飛隼稱號，但他並未事先與維堅商議，導致世上同時存在兩位使用飛隼稱號的英雄。維堅對此感到不滿，但後來他想通山姆才是獨一無二的飛隼，因而釋然。
後來山姆恢復使用美國隊長的稱號，維堅再次成為他的助手。在一次保護政要的任務中，維堅被白狼的手下注射不明物質，導致身體再度突變，變得更像鳥獸。維堅的獸性壓倒人性，將變故歸咎於山姆，並要吸山姆的血充飢，最終山姆成功將維堅制服。
維堅維持二度突變的形態一段時間，在家人的支持下，他暫時抑制嗜血衝動。他的朋友成功研製出解藥，但他卻猶疑是否注射，因擔心解藥可能會一併消除他原有的超能力。維堅與山姆傾談，山姆表示支持他的任何決定，最終維堅選擇放棄注射解藥。
鷹星公司（Eaglestar）對維堅的鳥類混合基因極感興趣，因此派員綁架維堅，並對他進行基因抽取實驗。在實驗過程中，維堅的身體恢復至最初的突變狀態。後來在山姆的協助下，維堅成功逃脫並挫敗鷹星公司的計劃。

## 能力
維堅·托雷斯作為人與鳥的混合體，擁有飛行和自我治癒的能力。此外，維堅能與紅翼建立心靈聯繫，此能力與琛·偉遜類似。

## 其他媒體

### 電視動畫
《復仇者聯盟之正義出擊》：在第三季第13集〈進入未來〉客串，沒有對白。劇情講述在一個被征服者康統治的未來，維堅·托雷斯／飛隼是其中一名反抗者。

### 漫威電影宇宙
漫威電影宇宙中，維堅·托雷斯由丹尼·拉米瑞茲所飾演，他是沒有超能力的美國空軍軍人。
- 劇集《飛隼與寒冬戰士》（2021年）：維堅在一次空軍任務中結識了琛·偉遜，隨後協助他對抗旗幟破壞者（英语：Flag-Smasher），最後山姆將受損的飛行翼贈予維堅。

- 電影《美國隊長4：勇敢新世界》（2025年）：維堅成為新任飛隼，並協助山姆對抗針對雷霆·羅斯總統的陰謀。他在星神島海域試圖制止美日衝突時身受重傷，但最終成功康復。

- 電影《復仇者聯盟：末日之戰》（2026年）

### 電子遊戲
- 《MARVEL未來之戰》[23]

- 《Marvel超級爭霸戰（英语：Marvel Contest of Champions）》[24]

- 《漫威：瞬戰超能（英语：Marvel Snap）》[25]

- 《漫威神威戰隊》[26]